# Aaron Nimzowitsch
Aaron Nimzowitsch (L: Ārons Ņimcovičs, Aaron (Aron) Niemzowitsch  Riga, 1886. november 7. – Koppenhága, 1935. március 16.) lett születésű dán sakkozó, a sakktörténet egyik kiemelkedő személyisége, nagymester, szakíró, a hipermodernizmus nagy alakja.
2018-ban a World Chess Hall of Fame (Sakkhírességek Csarnoka) tagjai közé választották.

## Élete
Egyike azon sakkozóknak, akik már az első világháború előtt időlegesen, végleg pedig az 1917-es kommunista fordulat következtében elhagyták az Orosz Birodalmat. Nemcsak mint kiemelkedő nagymester, és mint világbajnok-jelölt vált világhírűvé, hanem mint a sakkelmélet egyik jelentős fejlesztője és szakíró. Első jelentős győzelme után (1906, München), rendszeresen érte el sikereit a különböző nemzetközi versenyeken. Tizenöt alkalommal győzött, legyőzve a kor legkiemelkedőbb nagymestereit is, például 1929-ben Karlsbadban. Megnyerte az 1914-es Összorosz Bajnokságot Szentpétervárott.
1922-ben költözött Koppenhágába, és hamarosan dán állampolgárságot kapott. Két alkalommal (1924 és 1934) nyerte meg a Nordic Chess Championship-et, az északi államok összevont sakkbajnokságát.
Világbajnok-jelölt lett, de nem küzdhetett meg a címért, mert nem tudta előteremteni a nevezési díjat.
A sakktörténet egyik újítója volt. Több megnyitás, illetve megnyitási verzió fűződik a nevéhez, például a Nimzowitsch-védelem, a Nimzoindiai védelem, a Szicíliai-védelem egyes változatai, a Francia-védelem Nimzowitsch-változata.

### Magyarul
- Becker Albert–Chalupetzky Ferenc: Nimzowitsch. Jellemrajzi kísérlet; Első Kecskeméti Hírlap Ny., Kecskemét, 1928?

Angol nyelven:
- Profilja a chessgames.com-on
- Nimzowitschcsal kapcsolatos cikkek
- Kmoch, Hans (2004). Grandmasters I Have Known: Aaron Nimzovich (PDF). Chesscafe.com
- Saemich vs Nimzovich - The Immortal Zugzwang game multimedia annotated video. YouTube
- Per Skjoldager und Jørn Erik Nielsen: Aron Nimzowitsch. On the road to chess mastery, 1886-1924. McFarland, Jefferson 2012. ISBN 978-0-7864-6539-2
- Raymond Keene: Aron Nimzowitsch, master of planning. Batsford, London 1999, ISBN 0-7134-8438-1

Német nyelven:
- Peter Anderberg: Neues zum Nimzowitsch-Tarrasch-Konflikt. In: Kaissiber. Ausgewählte Beiträge zum Schach. 26, 2006, S. 50–55. ISSN 0948-3217
- Peter Anderberg: Aaron Nimzowitsch und die Baltische Zeitung. In: Kaissiber. Ausgewählte Beiträge zum Schach. 29, 2007, S. 54–65. ISSN 0948-3217
- Johannes Fischer: Nimzowitsch vs. Tarrasch: Zwei Dogmatiker im Streit. In: KARL. Das kulturelle Schachmagazin. 23. Jg., 3, 2006, S. 32–37, ISSN 1438-9673
- Wolfgang Kamm: Siegbert Tarrasch. Leben und Werk. Biographie zum 70. Geburtstag. Unterhaching 2004, ISBN 3-933105-06-4
- Gero H. Marten: Aaron Nimzowitsch. Ein Leben für das Schach. Verlag Das Schacharchiv, Hamburg 1995, (a katalógusokban formailag hibás ISBN-nel szerepel) ISBN  3-88086-108-2
- Michael Negele: Schwanengesang an der Limmat. In: KARL. Das kulturelle Schachmagazin. 23. Jg., 3, 2006, S. 38–43, ISSN 1438-9673
- Rudolf Reinhardt: Aaron Nimzowitsch 1928–1935. Partien Kommentare Aufsätze. Edition Marco, Berlin 2010, ISBN 978-3-924833-61-9
- Per Skjoldager: Nimzowitsch in Dänemark. In: KARL. Das kulturelle Schachmagazin. 23. Jg., 3, 2006, S. 24–30, ISSN 1438-9673